# Liste der Monuments historiques in Beaulieu-sur-Mer
Die Liste der Monuments historiques in Beaulieu-sur-Mer führt die Monuments historiques in der französischen Gemeinde Beaulieu-sur-Mer auf.

## Liste der Bauwerke
| Bezeichnung                                           | Beschreibung | Standort                                | Kennzeichnung | Schutzstatus | Datum | Bild           |
| ----------------------------------------------------- | ------------ | --------------------------------------- | ------------- | ------------ | ----- | -------------- |
| Villa Kérylos                                         | Erbaut 1902  | (Lage)                                  | PA00080664    | Classé       | 1966  | weitere Bilder |
| Hôtel Bristol                                         | Erbaut 1886  | (Lage)                                  | PA00080662    | Inscrit      | 1978  | weitere Bilder |
| Villa de May, heute Musée d'Histoire et d'Archéologie | Erbaut 1826  | Rue Charles II comte de Provence (Lage) | PA00080663    | Inscrit      | 1980  | weitere Bilder |